# Monjiro, samurai solitario
Monjiro, samurai solitario, titolo originale Kogarashi Monjiro (木枯し紋次郎?), è una serie televisiva giapponese, trasmessa in Italia su Telemontecarlo a partire dal 1982, che narrava le gesta di uno yakuza, cioè un appartenente a un clan che basava il proprio sostentamento sul gioco d'azzardo.
L'attore principale era Atsuo Nakamura che interpretava il ruolo di Monjiro, riconoscibile dal mantello nero, il cappello di paglia e dall'uso di portare alla bocca un lungo stecchino di bambù (o legno). In ogni episodio, l'attore che interpretava il ruolo di un vagabondo senza meta e con il vizio del gioco, risolveva misteri e controversie nei villaggi dove capitava quasi per caso. 
Solitamente gli yakuza non agivano da giustizieri (casomai l'opposto), tuttavia la loro figura non va interpretata come quella di semplici malavitosi, in quanto più di una volta si sono rivelati (anche nella realtà) dei filantropi.
Il titolo originale del telefilm è "Kogarashi Monjirō". "Kogarashi" non è il cognome del protagonista, bensì indica un vento del nord, freddo e pungente, che soffia dal tardo autunno nella zona settentrionale dell'arcipelago che si affaccia sull'Oceano Pacifico. L'ideogramma indica un elemento in grado di scuotere gli alberi e spogliarli delle foglie secche.
"Monjirō, freddo e pungente come quel vento", oppure "Monjirō del vento del nord che spazza le foglie" potrebbero essere dei titoli più corretti, ma improponibili per indicare una serie televisiva. Inoltre il soprannome "Kogarashi", stando al romanzo, deriverebbe piuttosto dal sibilo dello stecchino di bambù che Monjirō soffia dalla bocca. Appunto, simile al rumore delle folate sibilanti del vento Kogarashi .